# Tufão Fengshen (2008)
O tufão Fengshen (designação internacional: 0806; designação do JTWC: 07W; designação filipina: tufão Frank) foi um intenso ciclone tropical que atingiu as Filipinas e o sudeste da China em meados de Junho de 2008. Sendo o sétimo ciclone tropical, o sexto sistema tropical nomeado e o quinto tufão da temporada de tufões no Pacífico de 2008, Fengshen formou-se de uma perturbação tropical próximo a Palau e seguiu para oeste-noroeste, atingindo a região central das Filipinas em 19 de Junho. Logo em seguida, o tufão atingiu seu pico de intensidade sobre o mar de Visayas no interior do arquipélago filipino com ventos máximos sustentados de 205 km/h, segundo o JTWC, ou 175 km/h, segundo a AMJ. Após deixar as Filipinas pela ilha de Luzon e seguir para o Mar da China Meridional, Fengshen enfraqueceu-se antes de atingir a costa chinesa como uma tempestade tropical.
Fengshen causou danos generalizados nas Filipinas. Inundações e deslizamentos de terra causaram 556 fatalidades na região. As ondas fortes provocadas pelo tufão também viraram um navio com mais de 850 pessoas a bordo; 800 pessoas perderam suas vidas. As chuvas fortes também causaram 16 fatalidade na China.

## História meteorológica

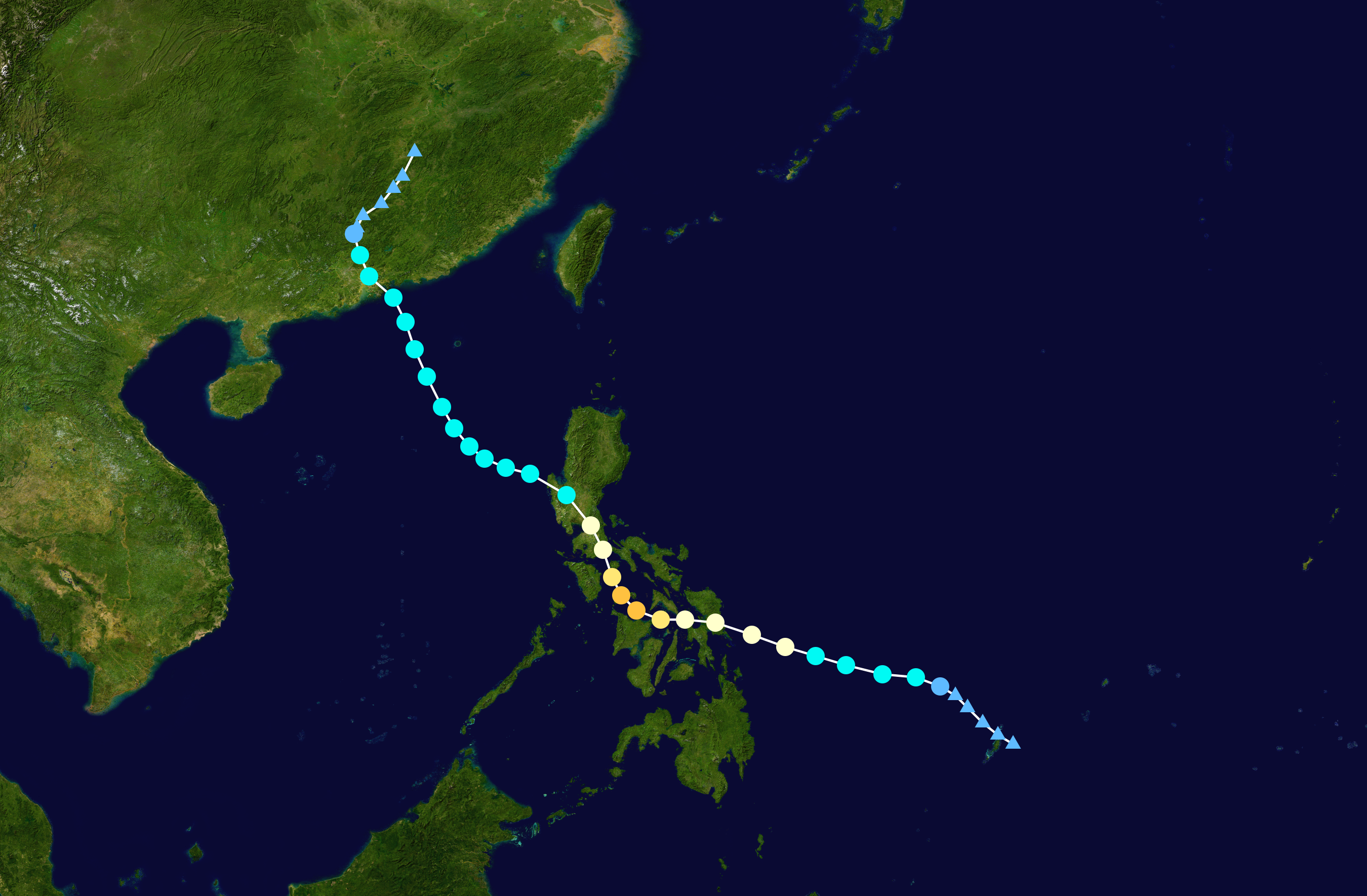
O caminho de Fengshen

A área de convecção que viria dar origem ao tufão Fengshen foi observada pela primeira vez em 12 de Junho a cerca de 350 km a sudeste de Palau. O Joint Typhoon Warning Center (JTWC) começou a monitorar o sistema como uma perturbação tropical no dia seguinte. Naquele momento, o sistema apresentava um centro ciclônico de baixos níveis ainda não definido, com poucas e intermitentes áreas de convecção. No entanto, o sistema estava numa região com boa difluência de altos níveis e pouco cisalhamento do vento. A perturbação tropical seguiu para oeste-noroeste influenciado por uma alta subtropical a seu nordeste, organizando-se lentamente e, em 17 de Junho, a Agência Meteorológica do Japão (AMJ) classificou o sistema para uma fraca depressão tropical. Horas depois, devido a consolidação do centro ciclônico de baixos níveis juntamente com a melhora das condições meteorológicas de altos níveis, o JTWC emitiu um alerta de formação de ciclone tropical (AFCT), mencionando a possibilidade do sistema se tornar um ciclone tropical significativo dentro de um período de 24 horas. Durante a madrugada (UTC) de 18 de Junho, a Administração de Serviços Atmosféricos, Geofísicos e Astronômicos das Filipinas (PAGASA), órgão governamental das Filipinas que é responsável pelos assuntos meteorológicos do país, declarou a formação de uma depressão tropical dentro de sua área de responsabilidade, atribuindo ao sistema o nome regional Frank. Durante a tarde daquele dia, com a formação de bandas ciclônicas de tempestade, principalmente nos quadrantes leste e norte do sistema, e com ventos que aumentaram para 45 km/h, tanto a AMJ quanto o JTWC classificaram a perturbação para uma depressão tropical e emitiram seus primeiros avisos regulares sobre o sistema. Naquele momento, o centro da depressão localizava-se a cerca de 285 km a noroeste de Palau.
Com a melhora na definição do centro ciclônico de baixos níveis e com a contínua organização das áreas de convecção, o JTWC classificou a depressão como a tempestade tropical 07W no final da noite de 18 de Junho, enquanto que a AMJ fez o mesmo no começo da madrugada (UTC) de 19 de Junho. A AMJ atribuiu à tempestade o nome Fengshen, que foi submetido à lista de nomes de tufões pela República Popular da China e significa deus do vento em língua chinesa. Com a contínua intensificação e organização de Fengshen a AMJ classificou mais uma vez o sistema, desta vez para uma tempestade tropical severa doze horas após ter sido classificado como uma simples tempestade tropical. Com a contínua melhora nos fluxos externos de altos níveis, restringida levemente pela passagem de um cavado ao seu nordeste, Fengshen continuava a se fortalecer e durante a noite (UTC) de 19 de Junho, tanto a AMJ quanto o JTWC classificaram Fengshen para um tufão. Seguindo para oeste-noroeste continuamente devido a presença de uma alta subtropical ao seu nordeste, o centro ciclônico de Fengshen atingiu a costa leste de Samar, com ventos de até 130 km/h, por volta das 06:00 (UTC) de 20 de Junho, segundo a PAGASA. Momentos antes de Fengshen fazer landfall em Samar, um olho extremamente irregular formou-se no centro das áreas de convecção. Assim que Fengshen, movendo-se para oeste-noroeste, deixou Samar e seguiu para o mar de Visayas, no interior do arquipélago filipino, um olho irregular começou a aparecer novamente no centro das áreas de convecção. O olho ficou mais bem definido assim que Fengshen, mesmo sofrendo interação com terra, começou a se intensificar continuamente. No começo da madrugada de 21 de Junho, Fengshen alcançou o seu pico de intensidade, com ventos máximos sustentados de 205 km/h, intensidade equivalente a um furacão de categoria 3 na escala de furacões de Saffir-Simpson, segundo o JTWC. Naquele momento, o olho de Fengshen localizava-se sobre o mar de Visayas, a cerca de 365 km a sul-sudeste da capital das Filipinas, Manila.
A partir de então, Fengshen começou a se enfraquecer com a contínua interação de sua circulação ciclônica com os terrenos montanhosos das Filipinas. Ao mesmo, Fengshen fez uma repentina mudança de trajetória para o norte-nordeste, refletindo a intensificação de uma grande área de alta pressão quase equatorial ao seu leste e sudeste. Após atingir a ilha de Luzon e passar muito perto de Manila, a capital das Filipinas, Fengshen enfraqueceu-se ainda mais e o JTWC desclassificou o sistema para uma tempestade tropical e a AMJ para uma tempestade tropical severa durante a madrugada de 23 de Junho, assim que o sistema começou a seguir para noroeste, seguindo para o mar da China Meridional. No entanto, uma intensificação de curta duração ocorreu quando o centro de Fengshen encontrou novamente águas abertas, tornando-se novamente um tufão antes de voltar a se enfraquecer devido ao cisalhamento do vento moderado a forte. Previsto inicialmente atingir Taiwan, Fengshen seguiu para norte-noroeste através de uma brecha bem definida da alta subtropical sobre Hong Kong. Fluxos externos de altos níveis ao sudoeste do sistema causados por uma boa divergência ajudavam a tempestade tropical a manter a sua intensidade, mesmo sob forte cisalhamento do vento. Durante a noite (UTC) de 24 de Junho, Fengshen fez seu landfall final na costa da província chinesa de Guangdong, mais precisamente na Administração Sub-provincial de Shenzhen, a apenas 40 km a leste de Hong Kong, com ventos máximos sustentados de 95 km/h. A partir de então Fengshen começou a se enfraquecer rapidamente sobre os terrenos montanhosos do sudeste da China. No começo da madrugada de (UTC) de 25 de Junho, a AMJ desclassificou Fengshen para uma simples tempestade tropical, enquanto que horas depois, o JTWC desclassificou Fengshen para uma depressão tropical e emitiu seu último aviso sobre o sistema. Às 18:00 (UTC) do mesmo dia, a AMJ também desclassificou Fengshen para uma depressão tropical e emitiu seu último aviso sobre o sistema.

## Preparativos
A Administração de Serviços Atmosféricos, Geofísicos e Astronômicos das Filipinas (PAGASA) declarou variados sinais públicos de tempestade para quase todas as províncias. As áreas sob o sinal mais severo de tempestade foram todas as províncias de Samar e Leyte, além de Sorsogon, Catanduanes, Masbates e Albay.
Em Hong Kong, o observatório meteorológico da região içou um sinal público de tempestade n°8, esperando-se rajadas de vento com intensidade mínima de 62 km/h. Em Macau, a ameaça de Fengshen causou o içamento do sinal público de tempestade nº3.

## Impactos

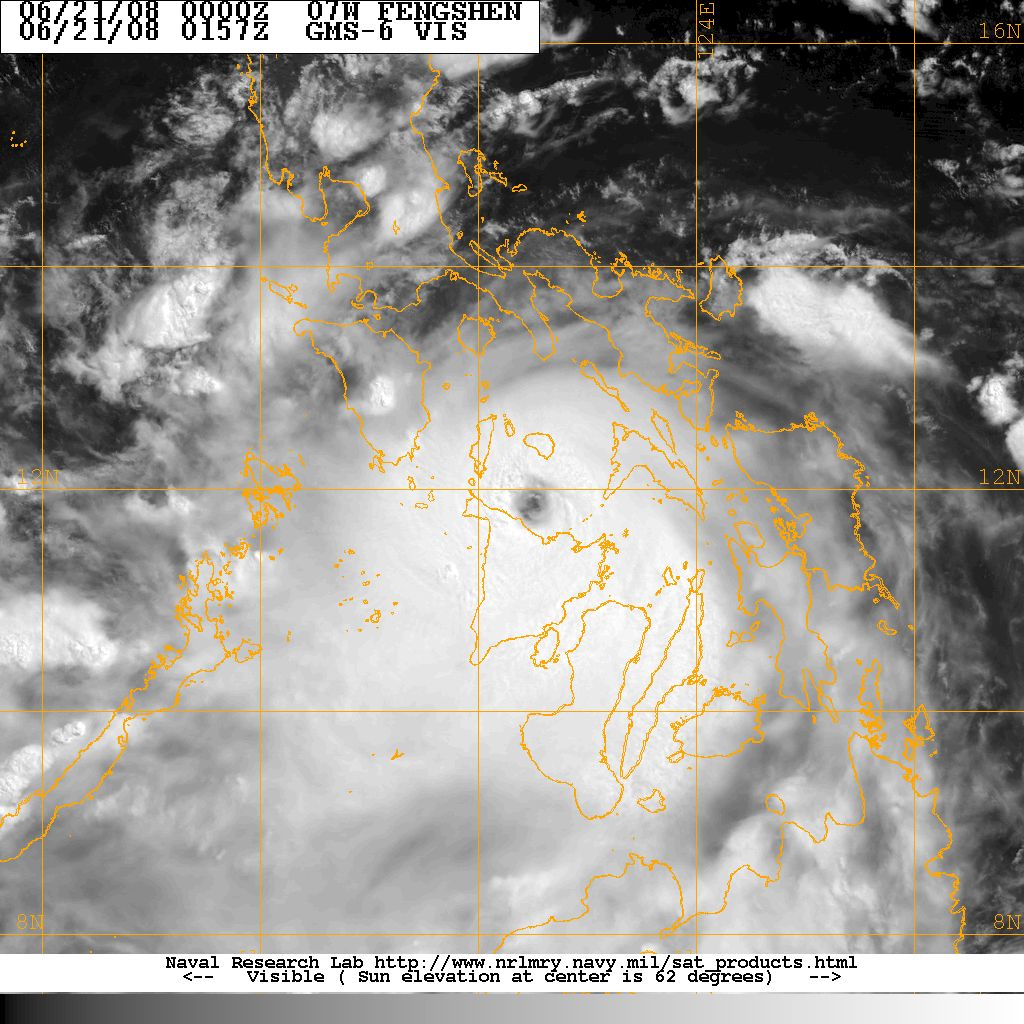
O tufão Fengshen durante seu pico de intensidade

Em 26 de Junho, havia se confirmado 664 fatalidades como resultado da passagem do tufão pelas Filipinas. 117.963 pessoas tiveram que deixar suas casas na região de Bicol para procurar abrigos de emergência. Interrupções no fornecimento de eletricidade foram relatadas em toda a ilha de Samar. O governo das Filipinas também proibiu a navegação durante a passagem de Fengshen, deixando mais de 800 pessoas presas em portos somente na região de Bicol. Boa parte de todas as fatalidades foram causadas por severas enchentes e deslizamentos de terra,  assim como aconteceu na província de Maguindanao após o transbordamento de um rio local. As enchentes, chegando a mais de 2 metros em Iloilo, deixou mais de 30.000 pessoas presas em seus telhados. Iloilo também foi a região mais afetada pela passagem do tufão. Os ventos fortes e as chuvas torrenciais causaram danos a mais de 150.000 residências, sendo que cerca de 53.000 foram totalmente destruídas, assim como aconteceu na ilha de Negros, onde a destruição de residências causou duas fatalidades. Ao todo quase 3 milhões de pessoas foram afetadas em 46 províncias filipinas. Cerca de 230.000 residências foram danificadas, sendo que quase 65.000 foram completamente destruídas. Os danos totais foram calculados em quase 7 bilhões de pesos filipinos (157 milhões de dólares - valores em 2008).
Um navio, o Princess of the Stars com 865 passageiros e tripulantes naufragou perto da ilha de Sibuyan devido às grandes ondas geradas por Fengshen;  800 pessoas perderam suas vidas no incidente.
No sudeste da China e em Hong Kong, Fengshen também causou chuvas e ventos fortes, que causaram severas enchentes e deslizamentos de terra. Fengshen também causou a interrupção da eletricidade em muitas regiões de Guangdong, onde mais de 343.000 pessoas foram afetadas. Fengshen inundou mais de 640.000 hectares de plantações e destruiu cerca de 1.200 residências. As perdas econômicas na China foram estimadas em 1,2 bilhão de yuans (175 milhões de dólares - valores em 2008). Pelo menos dezesseis pessoas morreram devido à passagem de Fengshen na região. A bolsa de Hong Kong, prevista inicialmente para ficar fechada, permaneceu aberta durante a passagem do tufão.